# Wassermühle Federlohmühlen

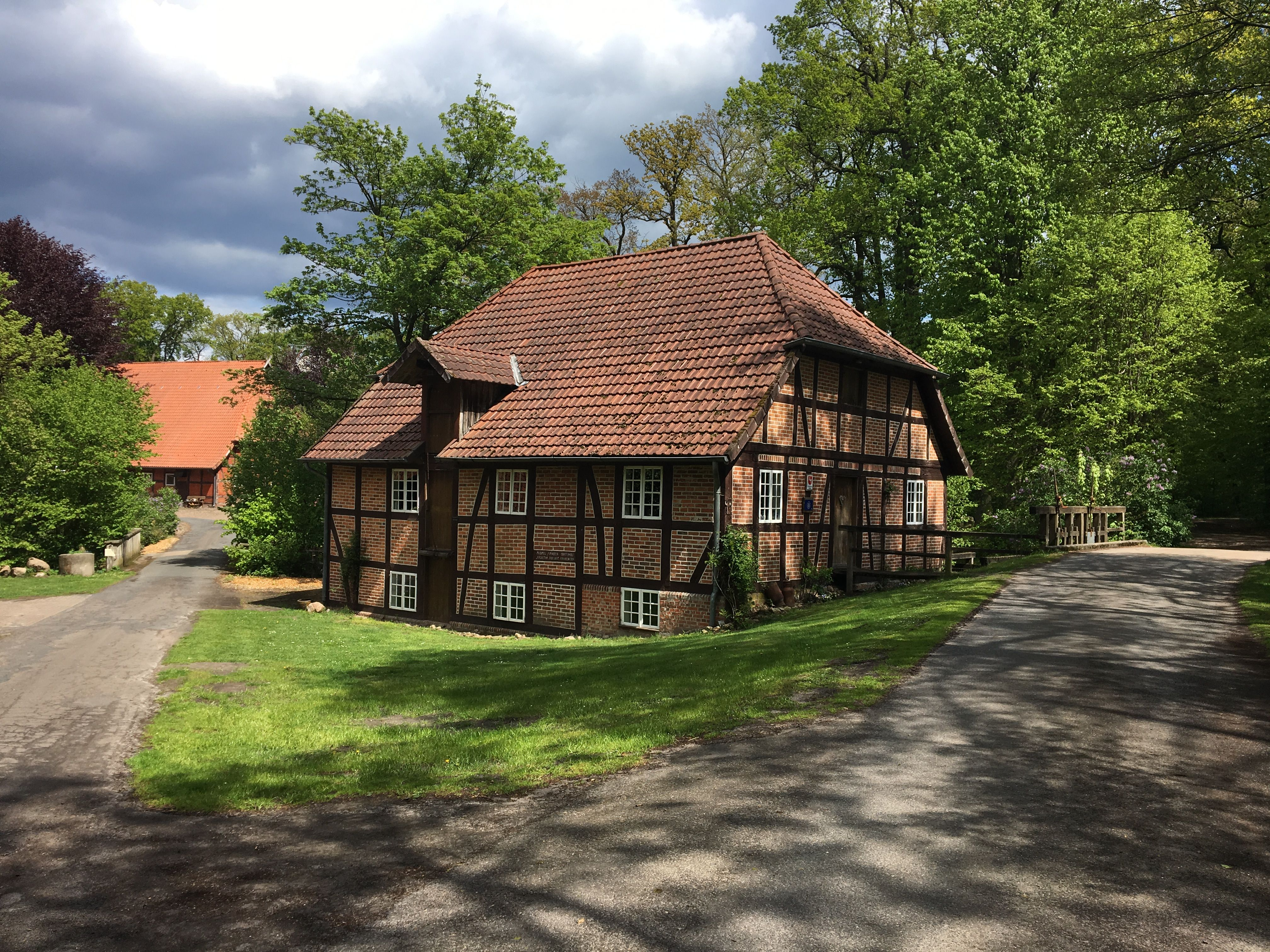
Wassermühle, West- und Südfassade (2019)

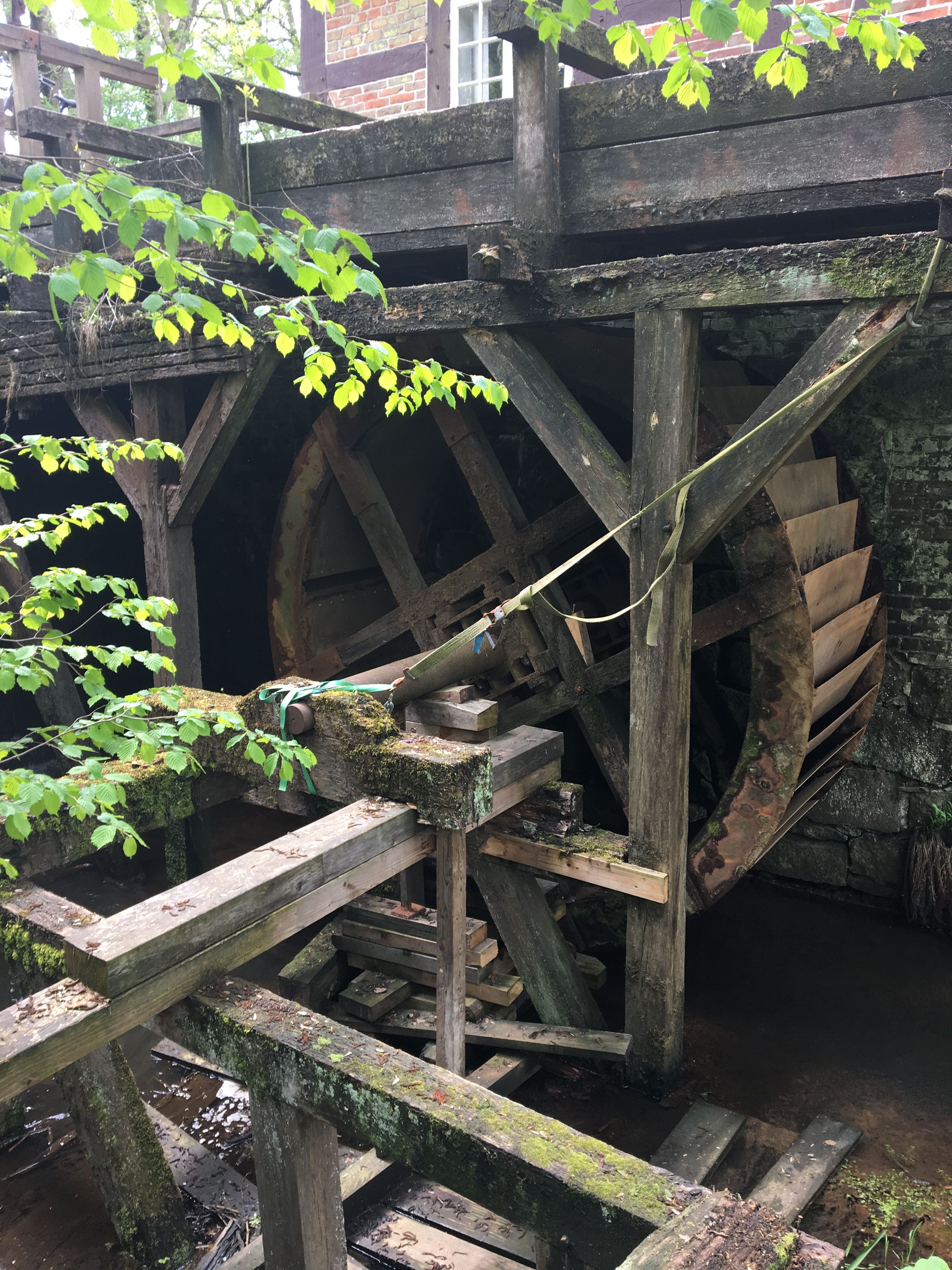
Wasserrad an der Ostseite der Mühle

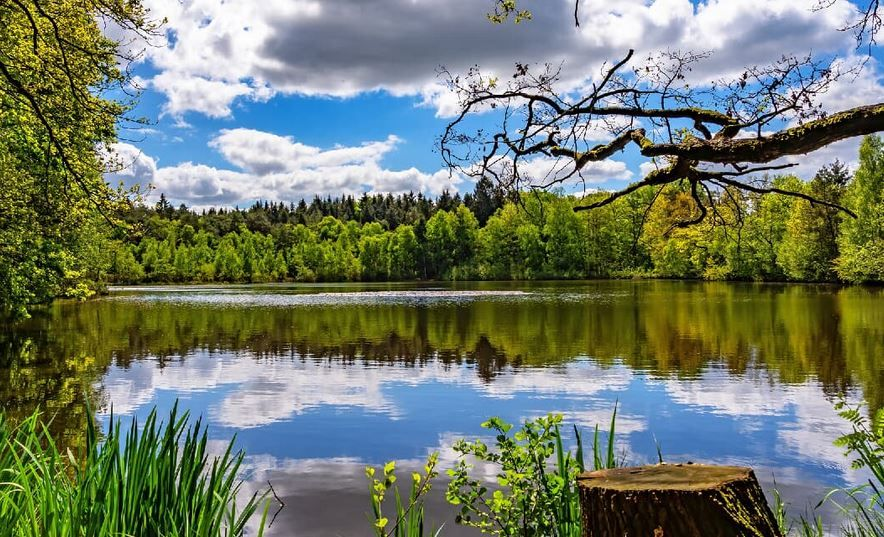
Mühlenteich (2021)

Die Hofanlage der ehemaligen Wassermühle Federlohmühlen östlich in der niedersächsischen Gemeinde Kirchwalsede, Federlohmühlen 1 bis 5, wurde im 18. und 19. Jahrhundert gebaut. Aktuell (2025) wird sie zum Wohnen und gewerblich genutzt.
Die Gebäude stehen unter Denkmalschutz (siehe auch Liste der Baudenkmale in Kirchwalsede).

## Geschichte und Beschreibung
Kirchwalsede wurde 1231 als Westerwalsede sowie um 1320 als Süderwalsede und Walsede erwähnt und gehört zur heutigen Samtgemeinde Bothel im Landkreis Rotenburg (Wümme). Ein genauer Zeitpunkt, an dem eine erste Wassermühle nahe der Wümme in Federlohmühlen errichtet wurde, ist unbekannt.
Die Hofanlage der Kornmühle Federlohmühlen besteht aus
- dem unterkellerten eingeschossigen Haus der Wassermühle als Umbau von 1789 (Inschrift) in Fachwerk mit Steinausfachungen, Krüppelwalmdach in Hohlpfannendeckung und größerer Dachgaube mit Satteldach, Ladebalken und den Ladeluken. Zum Mühlbach steht eine hohe Mauer aus Feldsteinquadern, an der das oberschlächtige, früher hölzerne, später eiserne Mühlrad ist. Der Stau hat vier Gleitschütze und den Aalfang. Die Inneneinrichtung blieb erhalten. Die Mühle war in ihrer ursprünglichen Konstruktion noch bis 1975 für zwei Mahlgänge in Betrieb. Danach ermöglichte bis in die 2020er Jahre ein Elektromotor den Mahlbetrieb für u. a. Hafer für die Pferde des zugehörigen Landwirtschaftsbetriebes. Bei hohem Wasserstand kann die Mühle heute wieder in Betrieb genommen werden.[2]
- dem eingeschossigen giebelständigen Wohn- und Wirtschaftsgebäude von 1846 (Inschrift) in Backstein auf Granitsockel mit ziegelgedecktem Krüppelwalmdach, Schleppgauben und Quereinfahrt,[3]
- dem eingeschossigen giebelständigen Wohn- und Wirtschaftsgebäude von um 1810 in Fachwerk mit Steinausfachungen, Krüppelwalmdach, Uhlenloch, später als Stall umgenutzt,[4]
- dem nördlichen zweigeschossigen giebelständigen Speicher aus der ersten Hälfte des 18. Jahrhunderts, in Geschossbauweise aus vier Gebinden, mit ziegelgedecktem Satteldach und innenliegender Treppe,[5]
- dem zweigeschossigen giebelständigen Speicher von 1753 (Inschrift) in Fachwerk mit geschlämmten Steinausfachungen, ziegelgedecktem Satteldach und verbretterten Giebeldreiecken; später als Gesindehaus genutzt und umgebaut zu einem Wohnhaus[6]
- und dem zum südlichen Mühlenteich aufgestauten Mühlbach.

Im Mühlenzimmer können Trauungen vorgenommen werden.
Die Mühle ist als Nr. 58 in der Niedersächsischen Mühlenstraße der Region zwischen Nordsee, Elbe und Weser, Landkreis Rotenburg, enthalten.
Das Landesdenkmalamt befand u. a.: „… An der Erhaltung der Mühle besteht aus geschichtlichen und städtebaulichen Gründen wegen des orts- und wirtschaftsgeschichtlichen, orts- und landschaftsbildprägenden Zeugniswerts ein öffentliches Interesse ….“